# 平安国際金融中心
平安国際金融中心（へいあんこくさいきんゆうちゅうしん）は、中華人民共和国広東省深圳市福田区にある超高層ビルである。

## 概要
平安国際金融中心は、中国第2の生命保険会社である中国平安保険（集団）股份有限公司により深圳市福田中心区1号に建設された本社ビルで、商業テナントも入る予定である。当初の計画では、尖塔高660m、軒高558m、地上115階、地下5階となる予定であったが、最終的に高さは60m下げられた。
2009年8月29日に着工し、当初は2014年12月竣工予定であった。2013年3月に80mの高さまで工事が進んだものの、コンクリートの建設資材に脱塩処理されない海の砂の使用が発覚し、建設工事が中断された。その後、検査を通過したことで工事は再開された。
計画通り完成すれば、最頂部は660mとなり2015年現在中国で最も高い上海中心 (632m) や建設中の武漢グリーンランドセンター (予定：636m) よりも高く、中国で最も高いビル（世界でも2番目の高さ）となる見込みであったが、2015年2月に航空の妨げにならないように60m高さを下げて600mを完成時の高さとすることが発表された。2015年4月30日にビル上部のアンテナの高さが最頂部の600mに達した。こうして、最頂部に達した超高層ビルの中で、ブルジュ・ハリファ、上海タワー（上海中心）、そしてアブラージュ・アル・ベイト・タワーズに次いで世界で4番目の高さとなった。また、京基100の高さを上回り、深圳市で一番高いビルとなった。完成は2016年1月。

## ギャラリー

Ping An Finance Centre,Shenzhen
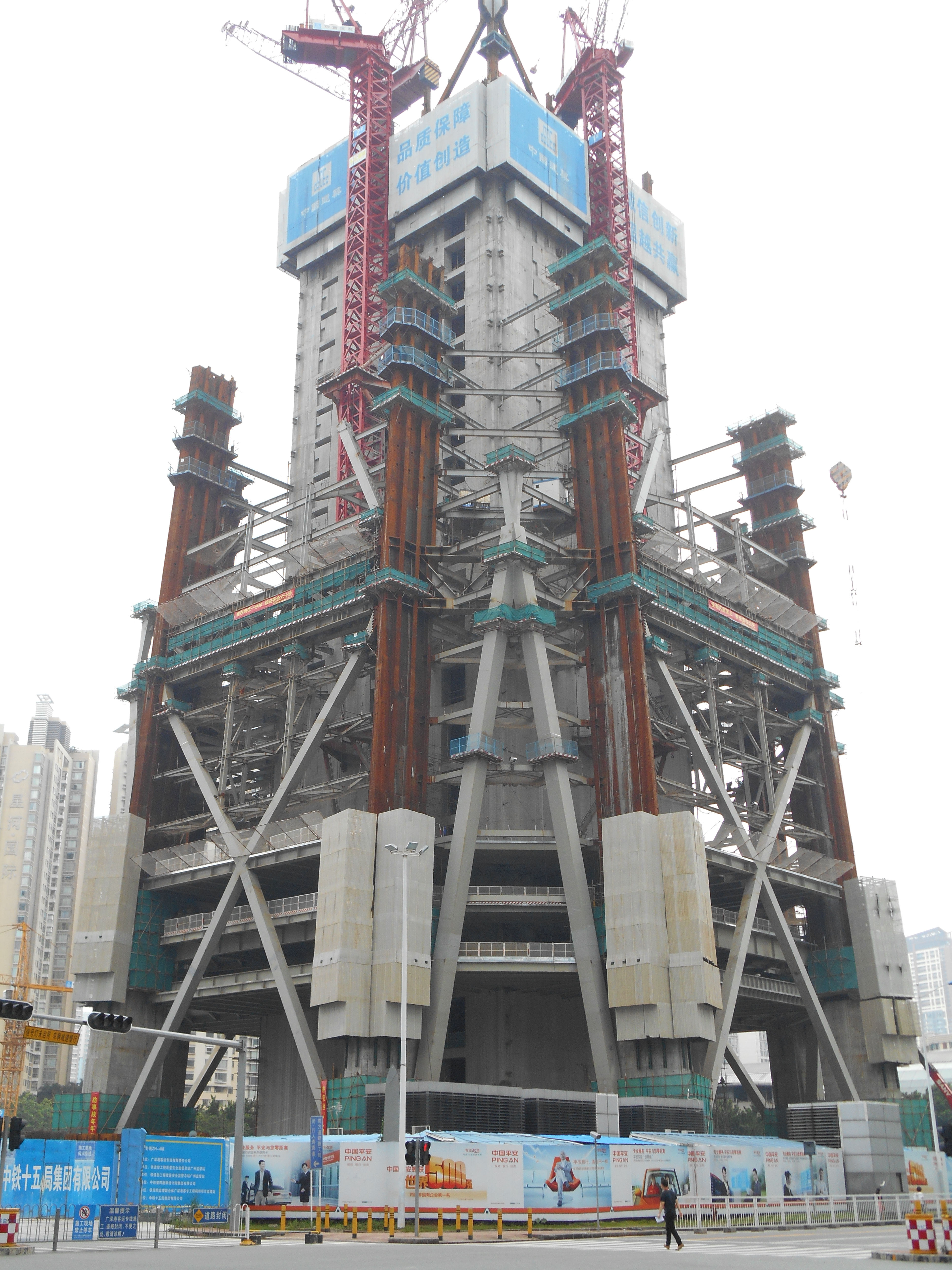
2013年6月
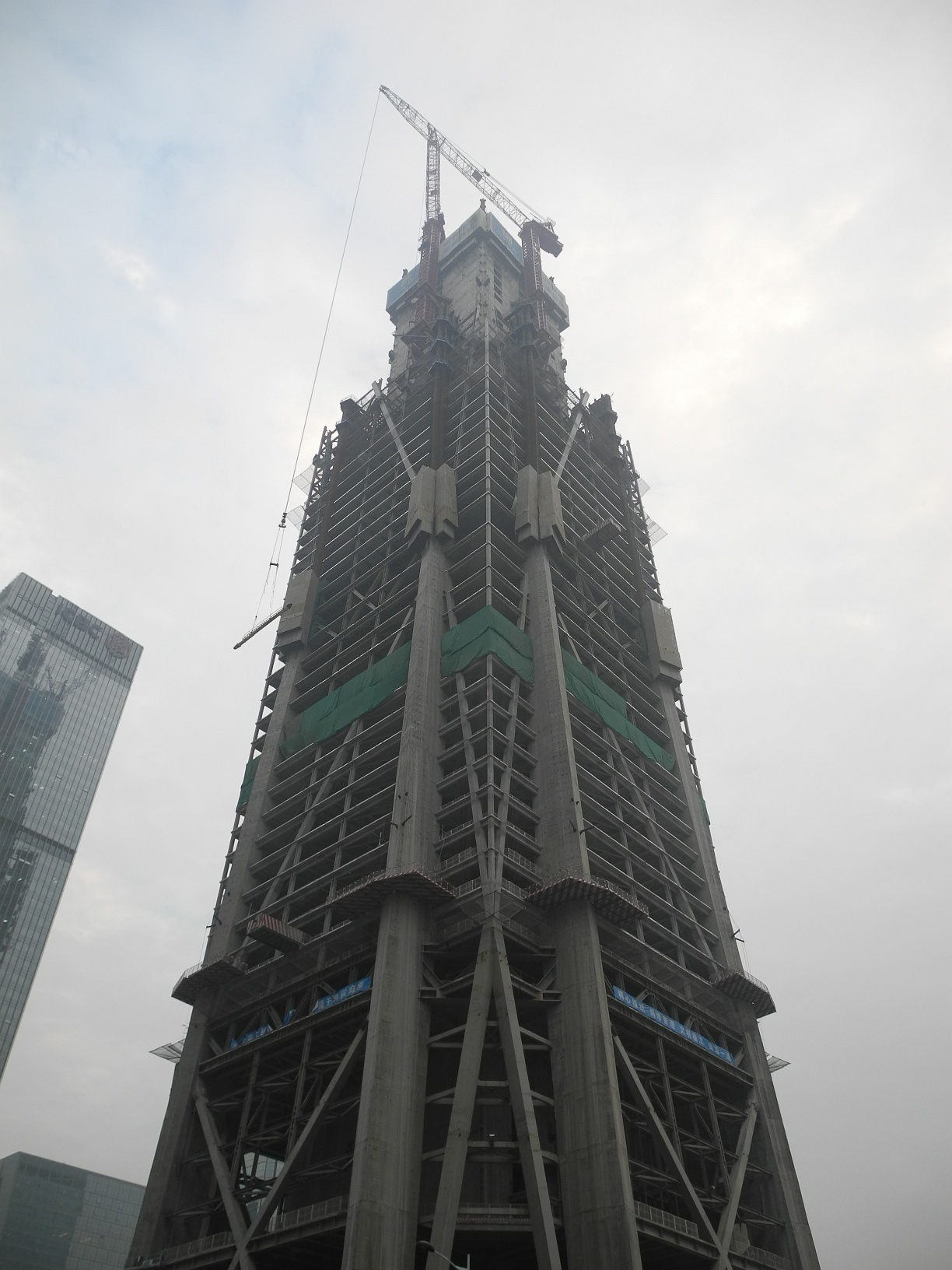
2013年12月
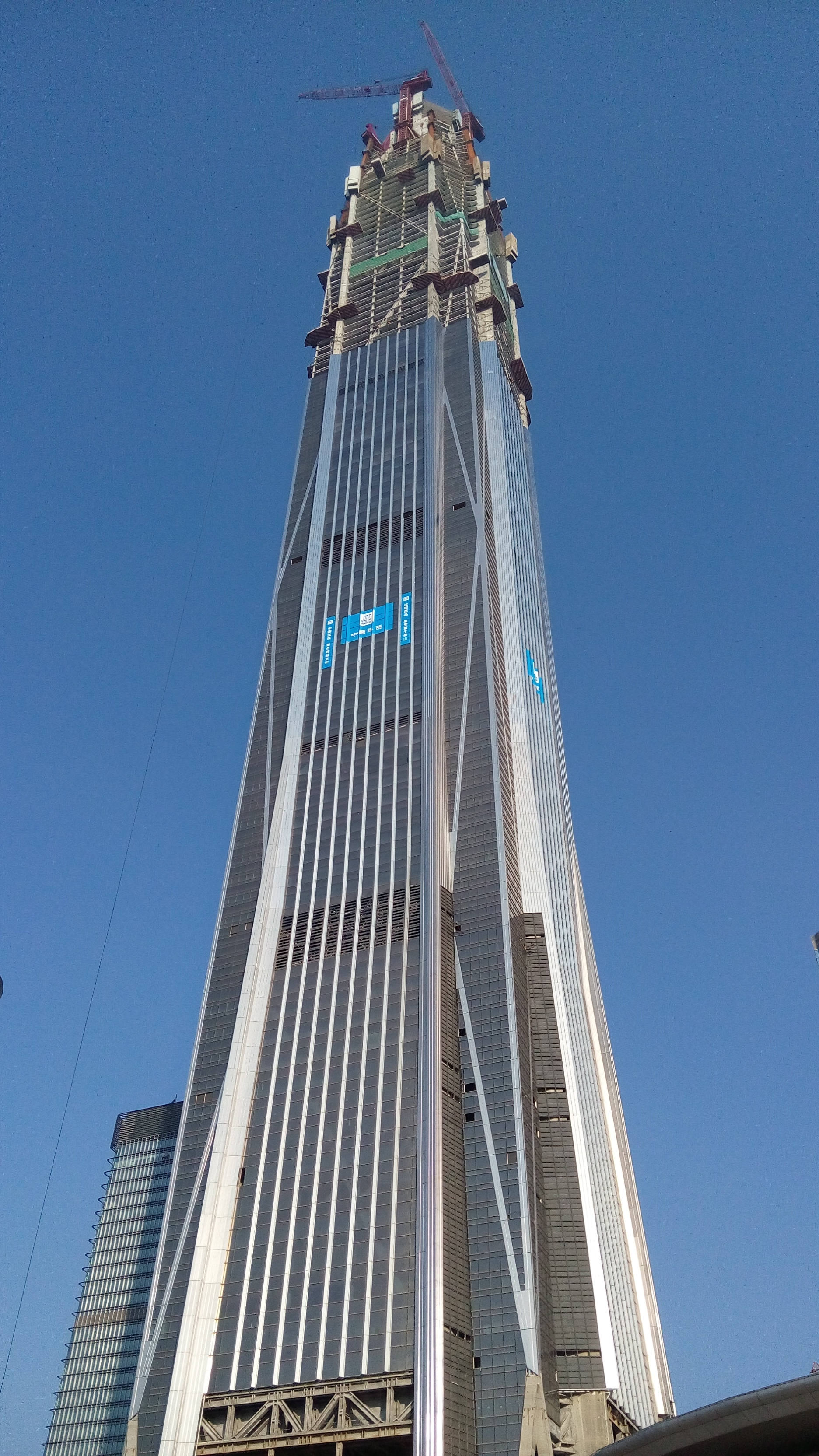
2014年12月
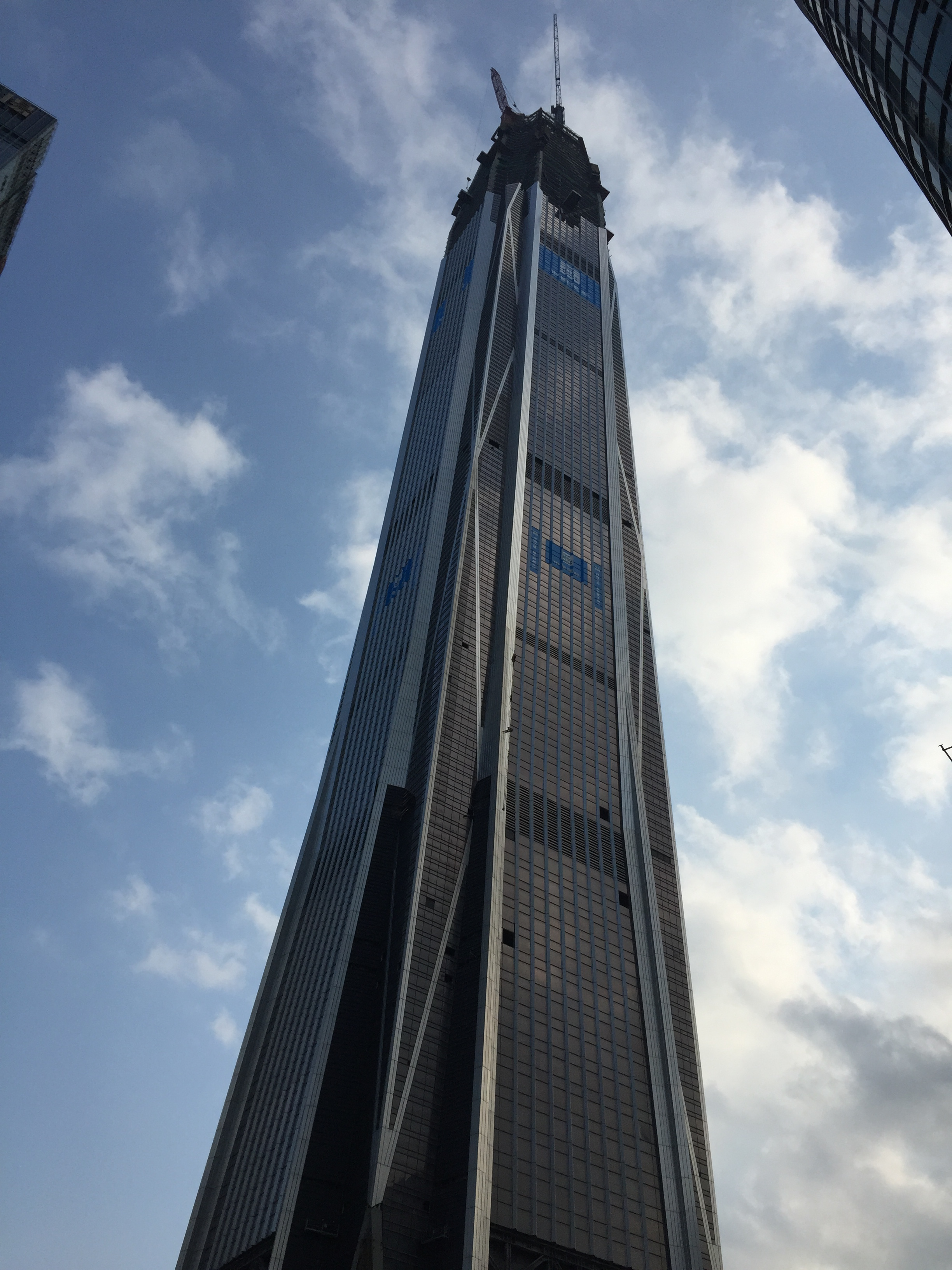
2015年5月
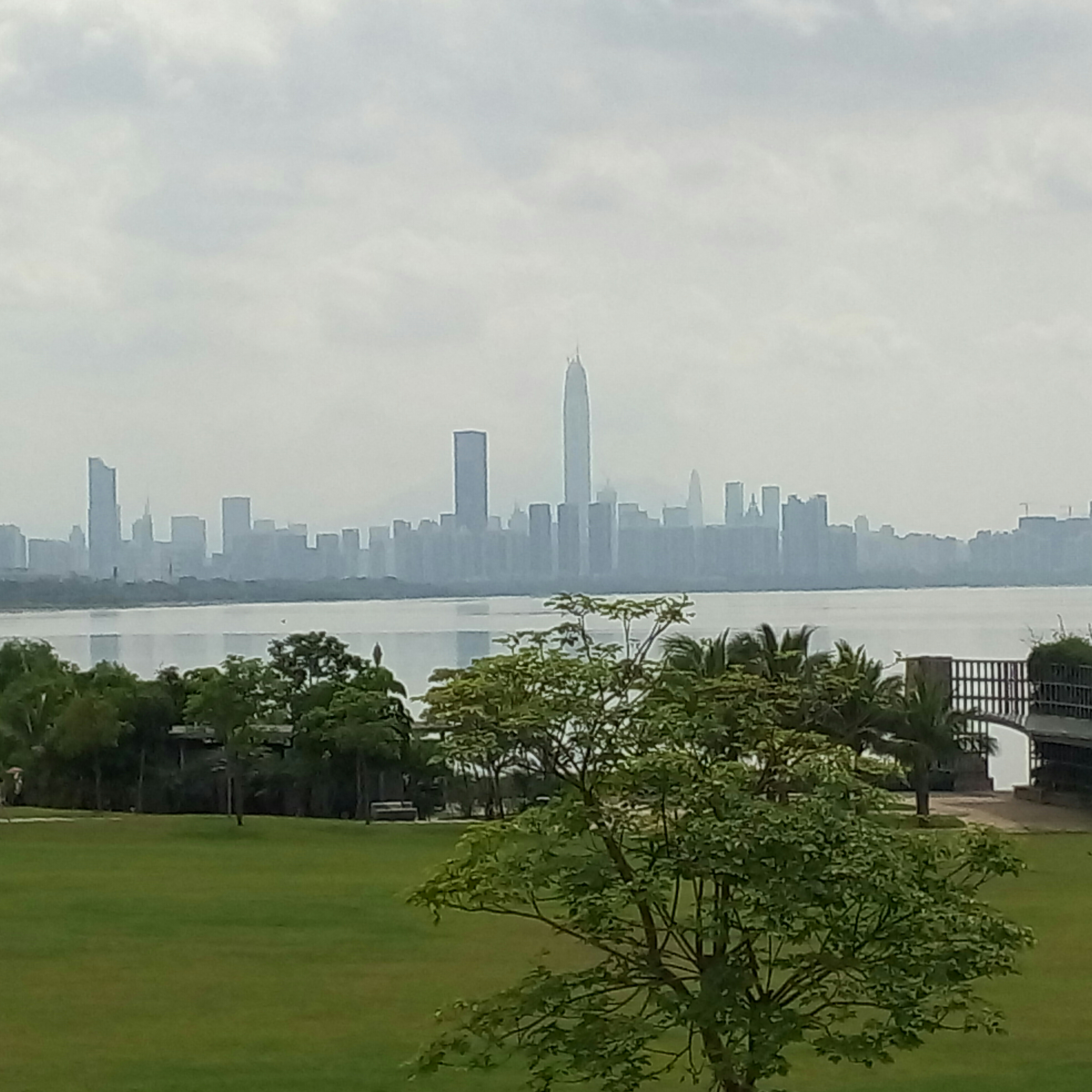
深圳市のスカイライン。中央の一番高いビルが平安国際金融中心。